# Mesostenina
Sous-tribu
Les Mesostenina sont une sous-tribu d'insectes hyménoptères de la famille des Ichneumonidae, de la sous-famille des Cryptinae et de la tribu des Cryptini. 

## Liste des genres
Selon BioLib (25 mai 2019) :
- genre Acorystus Townes, 1970
- genre Anupama Jonathan, 1982
- genre Bicristella Townes, 1966
- genre Cryptanura Brullé, 1846
- genre Diloa Cheesman, 1936
- genre Gotra Cameron, 1902
- genre Gyrolaba Townes, 1970
- genre Harpura Townes, 1970
- genre Hercana Townes, 1970
- genre Irabatha Cameron, 1906
- genre Junctivena Gauld, 1984
- genre Mecistum Townes, 1970
- genre Mesostenus Gravenhorst, 1829
- genre Paranacis Gauld, 1984
- genre Polycyrtus Spinola, 1840
- genre Stiromesostenuss Cameron, 1911
- genre Tomagotras Gauld, 1984
- genre Tretobasis Porter, 1973